# Аппенвайер
Аппенвайер (нем. Appenweier) — община в Германии, в земле Баден-Вюртемберг.
Подчиняется административному округу Фрайбург. Входит в состав района Ортенау. Население составляет 9802 человека (на 31 декабря 2010 года). Занимает площадь 38,03 км².

## История
Аппенвайер является одним из старейших населённых пунктов района Ортенау, о котором сохранились свидетельства в письменной форме. Первое упоминание об Аппенвайере датировано 884 годом.
В 1575—1630 в Аппенвайере проходили суды над ведьмами. 35 мужчин и женщин были обвинены в колдовстве и казнены.
Во времена Тридцатилетней войны город постигли ужасные разрушения, которые продолжались и в последующую эпоху революционных войн. В 1632 году Аппенвайер был сожжен шведскими войсками, а в 1689 году последовали поджоги и разграбления французскими войсками.
В 1750 году в старом городе была восстановлена церковь Святого Михаила в стиле рококо. Аппенвайер принадлежал до 1805 года району Ортенау, затем в результате медиатизации стал частью Великого герцогства Баден, где он вошёл в состав района Кель. В связи с районной реформой в Баден-Вюртемберге, с 1973 года стал частью района Ортенау.